# Quarta-feira de cinzas

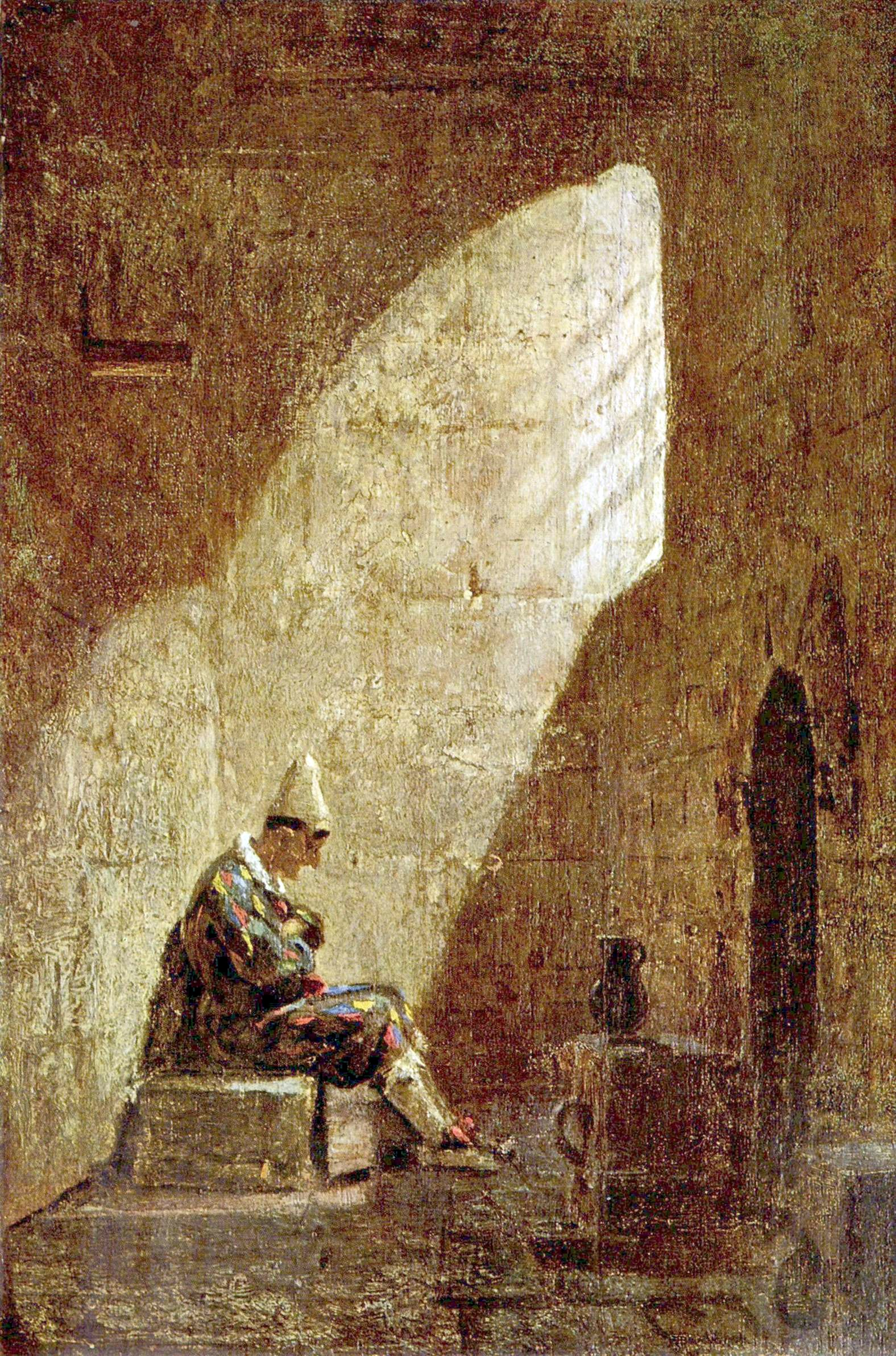
Quarta-feira de cinzas, obra do pintor alemão Carl Spitzweg.

A quarta-feira de cinzas é o primeiro dia da Quaresma no calendário litúrgico da Igreja Católica. As cinzas que os cristãos recebem neste dia simbolizam a reflexão sobre o dever da conversão, da penitência e da mudança de vida, além de recordar a efemeridade e fragilidade da vida humana, sujeita à morte.
Ela ocorre quarenta dias antes da Páscoa, desconsiderando os domingos, ou quarenta e seis dias, incluindo-os. Seu posicionamento no calendário varia a cada ano, pois depende da data da Páscoa, podendo situar-se entre o início de fevereiro e a segunda semana de março.
A Igreja Católica Apostólica Romana trata a quarta-feira de cinzas como um dia de grande reflexão sobre a mortalidade e a necessidade de arrependimento. Durante a celebração da Santa Missa, os fiéis recebem a imposição das cinzas pelo Padre. Este deposita as cinzas sobre a cabeça ou a testa da pessoa, enquanto proclama: "Lembra-te que és pó e ao pó hás de voltar" ou "Convertei-vos e crede no Evangelho". Essa prática remonta às tradições bíblicas do Oriente Médio, onde o uso de cinzas simbolizava arrependimento e humildade diante de Deus. Tradicionalmente, os fiéis mantêm as cinzas na testa até o fim do dia. No Catolicismo Romano, é um dos dois dias em que o jejum é obrigatório (o outro é a Sexta-feira Santa). A abstinência de carne (avícola, suína, bovina e de caça), também é exigida. 
Como é o primeiro dia da Quaresma, ele ocorre um dia após o Carnaval. A Igreja Ortodoxa não observa a quarta-feira de cinzas, começando a quaresma já na segunda-feira anterior a ela, enquanto no rito ambrosiano da Igreja Católica Romana a Quaresma começa no domingo seguinte, e o Carnaval continua até o sábado, chamado Sabato Grasso ("Sábado Gordo") e não se celebra a quarta-feira de cinzas.

## Datas
A quarta-feira de cinzas cai nas seguintes datas nos próximos anos:
- 2026 – 18 de fevereiro
- 2027 – 10 de fevereiro
- 2028 – 1 de março
- 2029 – 14 de fevereiro
- 2030 – 6 de março
- 2031 – 26 de fevereiro